# Ronde van Zwitserland 2021 (mannen)
De 84e editie van de Ronde van Zwitserland (Frans: Tour de Suisse) voor mannen werd verreden van 6 tot en met 13 juni 2021. De wedstrijd maakte deel uit van de UCI World Tour 2021. Titelverdediger was de Colombiaan Egan Bernal en hij werd opgevolgd door zijn ploeggenoot, Ecuadoraan Richard Carapaz.

## Etappe-overzicht
| Etappe | Datum   | Start                  | Aankomst        | Type                | Afstand  | Winnaar              | Klassementsleider    |
| ------ | ------- | ---------------------- | --------------- | ------------------- | -------- | -------------------- | -------------------- |
| 1e     | 6 juni  | Frauenfeld             | Frauenfeld      | Individuele tijdrit | 10,9 km  | Stefan Küng          | Stefan Küng          |
| 2e     | 7 juni  | Neuhausen am Rheinfall | Lachen          | Heuvelrit           | 178,0 km | Mathieu van der Poel | Stefan Küng          |
| 3e     | 8 juni  | Lachen                 | Pfaffnau        | Heuvelrit           | 182,1 km | Mathieu van der Poel | Mathieu van der Poel |
| 4e     | 9 juni  | Sankt Urban (Pfaffnau) | Gstaad          | Heuvelrit           | 171,0 km | Stefan Bissegger     | Mathieu van der Poel |
| 5e     | 10 juni | Gstaad                 | Leukerbad       | Heuvelrit           | 175,2 km | Richard Carapaz      | Richard Carapaz      |
| 6e     | 11 juni | Andermatt              | Disentis-Sedrun | Bergrit             | 130,1 km | Andreas Kron         | Richard Carapaz      |
| 7e     | 12 juni | Disentis-Sedrun        | Andermatt       | Individuele tijdrit | 23,2 km  | Rigoberto Urán       | Richard Carapaz      |
| 8e     | 13 juni | Andermatt              | Andermatt       | Bergrit             | 159,5 km | Gino Mäder           | Richard Carapaz      |

## Etappe-uitslagen

### Eerste etappe
| Frauenfeld - Frauenfeld (10,9 km (ITT)) |                      |                       |        |
| Plaats                                  | Naam                 | Ploeg                 | Tijd   |
| Winnaar                                 | Stefan Küng          | Groupama-FDJ          | 12'00" |
| 2                                       | Stefan Bissegger     | EF Education-Nippo    | + 4"   |
| 3                                       | Mattia Cattaneo      | Deceuninck–Quick-Step | + 12"  |
| 4                                       | Tom Scully           | EF Education-Nippo    | + 15"  |
| 5                                       | Julian Alaphilippe   | Deceuninck–Quick-Step | + 19"  |
| 6                                       | Jonas Rutsch         | EF Education-Nippo    | + 22"  |
| 7                                       | Jannik Steimle       | Deceuninck–Quick-Step | z.t.   |
| 8                                       | Florian Vermeersch   | Lotto Soudal          | z.t.   |
| 9                                       | Søren Kragh Andersen | Team DSM              | z.t.   |
| 10                                      | Rohan Dennis         | INEOS Grenadiers      | + 23"  |
|                                         |                      |                       |        |
| 16                                      | Tom Dumoulin         | Team Jumbo-Visma      | + 32"  |

| Algemeen klassement |                      |                       |        |
| Plaats              | Naam                 | Ploeg                 | Tijd   |
| Gele trui           | Stefan Küng          | Groupama-FDJ          | 12'00" |
| 2                   | Stefan Bissegger     | EF Education-Nippo    | + 4"   |
| 3                   | Mattia Cattaneo      | Deceuninck–Quick-Step | + 12"  |
| 4                   | Tom Scully           | EF Education-Nippo    | + 15"  |
| 5                   | Julian Alaphilippe   | Deceuninck–Quick-Step | + 19"  |
| 6                   | Jonas Rutsch         | EF Education-Nippo    | + 22"  |
| 7                   | Jannik Steimle       | Deceuninck–Quick-Step | z.t.   |
| 8                   | Florian Vermeersch   | Lotto Soudal          | z.t.   |
| 9                   | Søren Kragh Andersen | Team DSM              | z.t.   |
| 10                  | Rohan Dennis         | INEOS Grenadiers      | + 23"  |
|                     |                      |                       |        |
| 16                  | Tom Dumoulin         | Team Jumbo-Visma      | + 32"  |

### Tweede etappe
| Neuhausen am Rheinfall - Lachen (178 km) |                       |                        |          |
| Plaats                                   | Naam                  | Ploeg                  | Tijd     |
| Winnaar                                  | Mathieu van der Poel  | Alpecin-Fenix          | 4u12'30" |
| 2                                        | Maximilian Schachmann | BORA-hansgrohe         | + 1"     |
| 3                                        | Wout Poels            | Bahrain-Victorious     | + 4"     |
| 4                                        | Iván García           | Movistar Team          | z.t.     |
| 5                                        | Marc Hirschi          | UAE Team Emirates      | z.t.     |
| 6                                        | Richard Carapaz       | INEOS Grenadiers       | z.t.     |
| 7                                        | Michael Woods         | Israel Start-Up Nation | z.t.     |
| 8                                        | Julian Alaphilippe    | Deceuninck–Quick-Step  | z.t.     |
| 9                                        | Jakob Fuglsang        | Astana-Premier Tech    | z.t.     |
| 10                                       | Andreas Kron          | Lotto Soudal           | + 9"     |
|                                          |                       |                        |          |
| 25                                       | Tiesj Benoot          | Team DSM               | + 22"    |

| Algemeen klassement |                       |                       |          |
| Plaats              | Naam                  | Ploeg                 | Tijd     |
| Gele trui           | Stefan Küng           | Groupama-FDJ          | 4u24'52" |
| 2                   | Julian Alaphilippe    | Deceuninck–Quick-Step | + 1"     |
| 3                   | Maximilian Schachmann | BORA-hansgrohe        | + 2"     |
| 4                   | Mathieu van der Poel  | Alpecin-Fenix         | + 6"     |
| 5                   | Iván García           | Movistar Team         | + 12"    |
| 6                   | Mattia Cattaneo       | Deceuninck–Quick-Step | z.t.     |
| 7                   | Richard Carapaz       | INEOS Grenadiers      | + 13"    |
| 8                   | Neilson Powless       | EF Education-Nippo    | + 25"    |
| 9                   | Gino Mäder            | Bahrain-Victorious    | + 30"    |
| 10                  | Andreas Kron          | Lotto Soudal          | + 33"    |
|                     |                       |                       |          |
| 21                  | Tiesj Benoot          | Team DSM              | + 55"    |

### Derde etappe
| Lachen - Pfaffnau (182,1 km) |                       |                        |          |
| Plaats                       | Naam                  | Ploeg                  | Tijd     |
| Winnaar                      | Mathieu van der Poel  | Alpecin-Fenix          | 4u24'26" |
| 2                            | Christophe Laporte    | Cofidis                | z.t.     |
| 3                            | Julian Alaphilippe    | Deceuninck–Quick-Step  | z.t.     |
| 4                            | Michael Matthews      | Team BikeExchange      | z.t.     |
| 5                            | Maximilian Schachmann | BORA-hansgrohe         | z.t.     |
| 6                            | Alexander Kamp        | Trek-Segafredo         | z.t.     |
| 7                            | Tiesj Benoot          | Team DSM               | z.t.     |
| 8                            | Omar Fraile           | Astana-Premier Tech    | z.t.     |
| 9                            | Anthony Turgis        | Total Direct Energie   | z.t.     |
| 10                           | Michael Woods         | Israel Start-Up Nation | z.t.     |

| Algemeen klassement |                       |                       |          |
| Plaats              | Naam                  | Ploeg                 | Tijd     |
| Gele trui           | Mathieu van der Poel  | Alpecin-Fenix         | 8u49'14" |
| 2                   | Julian Alaphilippe    | Deceuninck–Quick-Step | + 1"     |
| 3                   | Stefan Küng           | Groupama-FDJ          | + 4"     |
| 4                   | Maximilian Schachmann | BORA-hansgrohe        | + 6"     |
| 5                   | Mattia Cattaneo       | Deceuninck–Quick-Step | + 13"    |
| 6                   | Iván García           | Movistar Team         | + 16"    |
| 7                   | Richard Carapaz       | INEOS Grenadiers      | + 17"    |
| 8                   | Neilson Powless       | EF Education-Nippo    | + 29"    |
| 9                   | Andreas Kron          | Lotto Soudal          | + 37"    |
| 10                  | Rigoberto Urán        | EF Education-Nippo    | + 39"    |
|                     |                       |                       |          |
| 18                  | Tiesj Benoot          | Lotto Soudal          | + 59"    |

### Vierde etappe
| Sankt Urban - Gstaad (171 km) |                  |                     |          |
| Plaats                        | Naam             | Ploeg               | Tijd     |
| Winnaar                       | Stefan Bissegger | EF Education-Nippo  | 3u46'21" |
| 2                             | Benjamin Thomas  | Groupama-FDJ        | z.t.     |
| 3                             | Joey Rosskopf    | Rally Cycling       | z.t.     |
| 4                             | Joël Suter       | Zwitserse selectie  | z.t.     |
| 5                             | Edward Theuns    | Trek-Segafredo      | + 5'16"  |
| 6                             | Sebastián Molano | UAE Team Emirates   | z.t.     |
| 7                             | Omar Fraile      | Astana-Premier Tech | z.t.     |
| 8                             | Mike Teunissen   | Team Jumbo-Visma    | z.t.     |
| 9                             | Alfred Wright    | Bahrain-Victorious  | z.t.     |
| 10                            | Michael Matthews | Team BikeExchange   | z.t.     |

| Algemeen klassement |                       |                       |           |
| Plaats              | Naam                  | Ploeg                 | Tijd      |
| Gele trui           | Mathieu van der Poel  | Alpecin-Fenix         | 12u40'51" |
| 2                   | Julian Alaphilippe    | Deceuninck–Quick-Step | + 1"      |
| 3                   | Stefan Küng           | Groupama-FDJ          | + 4"      |
| 4                   | Maximilian Schachmann | BORA-hansgrohe        | + 6"      |
| 5                   | Mattia Cattaneo       | Deceuninck–Quick-Step | + 13"     |
| 6                   | Iván García           | Movistar Team         | + 16"     |
| 7                   | Richard Carapaz       | INEOS Grenadiers      | + 17"     |
| 8                   | Neilson Powless       | EF Education-Nippo    | + 29"     |
| 9                   | Andreas Kron          | Lotto Soudal          | + 37"     |
| 10                  | Stefan Bissegger      | EF Education-Nippo    | + 38"     |
|                     |                       |                       |           |
| 19                  | Tiesj Benoot          | Lotto Soudal          | + 59"     |

### Vijfde etappe
| Gstaad - Leukerbad (175,2 km) |                       |                        |          |
| Plaats                        | Naam                  | Ploeg                  | Tijd     |
| Winnaar                       | Richard Carapaz       | INEOS Grenadiers       | 4u01'52" |
| 2                             | Jakob Fuglsang        | Astana-Premier Tech    | z.t.     |
| 3                             | Michael Woods         | Israel Start-Up Nation | + 39"    |
| 4                             | Lucas Hamilton        | Team BikeExchange      | z.t.     |
| 5                             | Rigoberto Urán        | EF Education-Nippo     | z.t.     |
| 6                             | Maximilian Schachmann | BORA-hansgrohe         | z.t.     |
| 7                             | Julian Alaphilippe    | Deceuninck–Quick-Step  | z.t.     |
| 8                             | Domenico Pozzovivo    | Team Qhubeka-ASSOS     | z.t.     |
| 9                             | Esteban Chaves        | Team BikeExchange      | + 49"    |
| 10                            | Sam Oomen             | Team Jumbo-Visma       | + 1'22"  |
|                               |                       |                        |          |
| 13                            | Tiesj Benoot          | Team DSM               | + 3'39"  |

| Algemeen klassement |                       |                        |           |
| Plaats              | Naam                  | Ploeg                  | Tijd      |
| Gele trui           | Richard Carapaz       | INEOS Grenadiers       | 16u42'50" |
| 2                   | Jakob Fuglsang        | Astana-Premier Tech    | + 26"     |
| 3                   | Maximilian Schachmann | BORA-hansgrohe         | + 38"     |
| 4                   | Julian Alaphilippe    | Deceuninck–Quick-Step  | + 53"     |
| 5                   | Rigoberto Urán        | EF Education-Nippo     | + 1'11"   |
| 6                   | Lucas Hamilton        | Team BikeExchange      | + 1'31"   |
| 7                   | Michael Woods         | Israel Start-Up Nation | + 1'32"   |
| 8                   | Sam Oomen             | Team Jumbo-Visma       | + 2'19"   |
| 9                   | Esteban Chaves        | Team BikeExchange      | + 2'22"   |
| 10                  | Domenico Pozzovivo    | Team Qhubeka-ASSOS     | + 3'10"   |
|                     |                       |                        |           |
| 12                  | Tiesj Benoot          | Team DSM               | + 4'31"   |

### Zesde etappe
| Andermatt - Disentis-Sedrun (130,1 km) |                     |                       |          |
| Plaats                                 | Naam                | Ploeg                 | Tijd     |
| Winnaar                                | Andreas Kron        | Lotto Soudal          | 3u14'52" |
| 2                                      | Rui Costa           | UAE Team Emirates     | z.t.     |
| 3                                      | Hermann Pernsteiner | Bahrain-Victorious    | + 1"     |
| 4                                      | Gonzalo Serrano     | Movistar Team         | + 3"     |
| 5                                      | Pierre Latour       | Total Direct Energie  | z.t.     |
| 6                                      | Hugo Houle          | Astana-Premier Tech   | z.t.     |
| 7                                      | Neilson Powless     | EF Education-Nippo    | z.t.     |
| 8                                      | Antwan Tolhoek      | Team Jumbo-Visma      | z.t.     |
| 9                                      | Matteo Fabbro       | BORA-hansgrohe        | + 50"    |
| 10                                     | Andreas Leknessund  | Team DSM              | + 1'00"  |
|                                        |                     |                       |          |
| 13                                     | Mauri Vansevenant   | Deceuninck–Quick-Step | + 1'15"  |

| Algemeen klassement |                       |                        |           |
| Plaats              | Naam                  | Ploeg                  | Tijd      |
| Gele trui           | Richard Carapaz       | INEOS Grenadiers       | 20u00'31" |
| 2                   | Jakob Fuglsang        | Astana-Premier Tech    | + 26"     |
| 3                   | Maximilian Schachmann | BORA-hansgrohe         | + 38"     |
| 4                   | Julian Alaphilippe    | Deceuninck–Quick-Step  | + 53"     |
| 5                   | Rigoberto Urán        | EF Education-Nippo     | + 1'11"   |
| 6                   | Michael Woods         | Israel Start-Up Nation | + 1'32"   |
| 7                   | Sam Oomen             | Team Jumbo-Visma       | + 2'19"   |
| 8                   | Esteban Chaves        | Team BikeExchange      | + 2'22"   |
| 9                   | Domenico Pozzovivo    | Team Qhubeka-ASSOS     | + 3'10"   |
| 10                  | Rui Costa             | UAE Team Emirates      | + 3'33"   |
|                     |                       |                        |           |
| 14                  | Tiesj Benoot          | Team DSM               | + 4'31"   |

### Zevende etappe
| Disentis-Sedrun - Andermatt (23,2 (ITT) km) |                      |                       |         |
| Plaats                                      | Naam                 | Ploeg                 | Tijd    |
| Winnaar                                     | Rigoberto Urán       | EF Education-Nippo    | 36'02"  |
| 2                                           | Julian Alaphilippe   | Deceuninck–Quick-Step | + 40"   |
| 3                                           | Gino Mäder           | Bahrain-Victorious    | + 54"   |
| 4                                           | Richard Carapaz      | INEOS Grenadiers      | z.t.    |
| 5                                           | Tom Dumoulin         | Team Jumbo-Visma      | + 56"   |
| 6                                           | Mattia Cattaneo      | Deceuninck–Quick-Step | + 58"   |
| 7                                           | Domenico Pozzovivo   | Team Qhubeka-ASSOS    | + 1'00" |
| 8                                           | Rui Costa            | UAE Team Emirates     | z.t.    |
| 9                                           | Søren Kragh Andersen | Team DSM              | + 1'04" |
| 10                                          | Stefan Küng          | Groupama-FDJ          | + 1'05" |
|                                             |                      |                       |         |
| 30                                          | Tiesj Benoot         | Team DSM              | + 2'35" |

| Algemeen klassement |                       |                        |           |
| Plaats              | Naam                  | Ploeg                  | Tijd      |
| Gele trui           | Richard Carapaz       | INEOS Grenadiers       | 20u37'27" |
| 2                   | Rigoberto Urán        | EF Education-Nippo     | + 17"     |
| 3                   | Julian Alaphilippe    | Deceuninck–Quick-Step  | + 39"     |
| 4                   | Maximilian Schachmann | BORA-hansgrohe         | + 1'07"   |
| 5                   | Jakob Fuglsang        | Astana-Premier Tech    | + 1'15"   |
| 6                   | Michael Woods         | Israel Start-Up Nation | + 3'10"   |
| 7                   | Domenico Pozzovivo    | Team Qhubeka-ASSOS     | + 3'16"   |
| 8                   | Sam Oomen             | Team Jumbo-Visma       | + 3'39"   |
| 9                   | Rui Costa             | UAE Team Emirates      | + 3'43"   |
| 10                  | Esteban Chaves        | Team BikeExchange      | + 4'29"   |
|                     |                       |                        |           |
| 16                  | Tiesj Benoot          | Team DSM               | + 6'12"   |

### Achtste etappe
| Andermatt - Andermatt (159,5 km) |                       |                        |          |
| Plaats                           | Naam                  | Ploeg                  | Tijd     |
| Winnaar                          | Gino Mäder            | Bahrain-Victorious     | 4u06'25" |
| 2                                | Michael Woods         | Israel Start-Up Nation | z.t.     |
| 3                                | Mattia Cattaneo       | Deceuninck–Quick-Step  | + 9"     |
| 4                                | Eddie Dunbar          | INEOS Grenadiers       | z.t.     |
| 5                                | Richard Carapaz       | INEOS Grenadiers       | z.t.     |
| 6                                | Rui Costa             | UAE Team Emirates      | z.t.     |
| 7                                | Rigoberto Urán        | EF Education-Nippo     | z.t.     |
| 8                                | Domenico Pozzovivo    | Team Qhubeka-ASSOS     | z.t.     |
| 9                                | Jakob Fuglsang        | Astana-Premier Tech    | z.t.     |
| 10                               | Maximilian Schachmann | BORA-hansgrohe         | + 21"    |
|                                  |                       |                        |          |
| 12                               | Sam Oomen             | Team Jumbo-Visma       | + 46"    |
| 16                               | Maxim Van Gils        | Lotto Soudal           | + 1'36"  |

## Klassementenverloop
| Etappe       | Winnaar              | Algemeen klassement · | Puntenklassement ·   | Bergklassement ·  | Jongerenklassement · | Ploegenklassement     |
| ------------ | -------------------- | --------------------- | -------------------- | ----------------- | -------------------- | --------------------- |
| 1            | Stefan Küng          | Stefan Küng           | Stefan Küng          | niet uitgereikt   | Stefan Bissegger     | EF Education-Nippo    |
| 2            | Mathieu van der Poel | Stefan Küng           | Stefan Küng          | Tom Bohli         | Neilson Powless      | Deceuninck–Quick-Step |
| 3            | Mathieu van der Poel | Mathieu van der Poel  | Mathieu van der Poel | Tom Bohli         | Neilson Powless      | Deceuninck–Quick-Step |
| 4            | Stefan Bissegger     | Mathieu van der Poel  | Mathieu van der Poel | Nickolas Zukowsky | Neilson Powless      | EF Education-Nippo    |
| 5            | Richard Carapaz      | Richard Carapaz       | Mathieu van der Poel | Esteban Chaves    | Lucas Hamilton       | Deceuninck–Quick-Step |
| 6            | Andreas Kron         | Richard Carapaz       | Stefan Bissegger     | Antonio Nibali    | Andreas Leknessund   | Deceuninck–Quick-Step |
| 7            | Rigoberto Urán       | Richard Carapaz       | Stefan Bissegger     | Antonio Nibali    | Andreas Leknessund   | Deceuninck–Quick-Step |
| 8            | Gino Mäder           | Richard Carapaz       | Stefan Bissegger     | Michael Woods     | Eddie Dunbar         | Team Jumbo-Visma      |
| 0Eindstanden | 0Eindstanden         | Richard Carapaz       | Stefan Bissegger     | Michael Woods     | Eddie Dunbar         | Team Jumbo-Visma      |

## Eindklassementen
| Algemeen klassement |                       |                        |           |
| Plaats              | Naam                  | Ploeg                  | Tijd      |
| Gele trui           | Richard Carapaz       | INEOS Grenadiers       | 24u44'01" |
| 2                   | Rigoberto Urán        | EF Education-Nippo     | + 17"     |
| 3                   | Jakob Fuglsang        | Astana-Premier Tech    | + 1'15"   |
| 4                   | Maximilian Schachmann | BORA-hansgrohe         | + 1'19"   |
| 5                   | Michael Woods         | Israel Start-Up Nation | + 2'55"   |
| 6                   | Domenico Pozzovivo    | Team Qhubeka-ASSOS     | + 3'16"   |
| 7                   | Rui Costa             | UAE Team Emirates      | + 3'43"   |
| 8                   | Sam Oomen             | Team Jumbo-Visma       | + 4'16"   |
| 9                   | Mattia Cattaneo       | Deceuninck–Quick-Step  | + 4'39"   |
| 10                  | Esteban Chaves        | Team BikeExchange      | + 5'33"   |
|                     |                       |                        |           |
| 15                  | Tiesj Benoot          | Team DSM               | + 9'22"   |

| Puntenklassement |                  |                       |        |
| Plaats           | Naam             | Ploeg                 | Punten |
| Zwarte trui      | Stefan Bissegger | EF Education-Nippo    | 21     |
| 2                | Mattia Cattaneo  | Deceuninck–Quick-Step | 20     |
| 3                | Richard Carapaz  | INEOS Grenadiers      | 18     |
|                  |                  |                       |        |
| 15               | Wout Poels       | Bahrain-Victorious    | 8      |
| 18               | Dries Devenyns   | Deceuninck–Quick-Step | 5      |

| Bergklassement |                  |                        |        |
| Plaats         | Naam             | Ploeg                  | Punten |
| Blauwe trui    | Michael Woods    | Israel Start-Up Nation | 29     |
| 2              | David de la Cruz | UAE Team Emirates      | 29     |
| 3              | Sergio Samitier  | Movistar Team          | 29     |
|                |                  |                        |        |
| 5              | Wout Poels       | Bahrain-Victorious     | 24     |

| Jongerenklassement |                 |                    |           |
| Plaats             | Naam            | Ploeg              | Punten    |
| Witte trui         | Eddie Dunbar    | INEOS Grenadiers   | 24u50'16" |
| 2                  | Neilson Powless | EF Education-Nippo | + 1'39"   |
| 3                  | Andreas Kron    | Lotto Soudal       | + 7'26"   |
|                    |                 |                    |           |
| 7                  | Gijs Leemreize  | Team Jumbo-Visma   | + 15'20"  |
| 14                 | Maxim Van Gils  | Lotto Soudal       | + 30'57"  |

Mannen: 1933 · 1934 · 1935 · 1936 · 1937 · 1938 · 1939 · 1940 · 1941 · 1942 · 1943 · 1944 · 1945 · 1946 · 1947 · 1948 · 1949 · 1950 · 1951 · 1952 · 1953 · 1954 · 1955 · 1956 · 1957 · 1958 · 1959 · 1960 · 1961 · 1962 · 1963 · 1964 · 1965 · 1966 · 1967 · 1968 · 1969 · 1970 · 1971 · 1972 · 1973 · 1974 · 1975 · 1976 · 1977 · 1978 · 1979 · 1980 · 1981 · 1982 · 1983 · 1984 · 1985 · 1986 · 1987 · 1988 · 1989 · 1990 · 1991 · 1992 · 1993 · 1994 · 1995 · 1996 · 1997 · 1998 · 1999 · 2000 · 2001 · 2002 · 2003 · 2004 · 2005 · 2006 · 2007 · 2008 · 2009 · 2010 · 2011 · 2012 · 2013 · 2014 · 2015 · 2016 · 2017 · 2018 · 2019 · 2020 · 2021 · 2022 · 2023 · 2024 · 2025
Vrouwen: 1998 · 1999 · 2000 · 2001 · 2002-2020 · 2021 · 2022 · 2023 · 2024 · 2025
Ronde van de Verenigde Arabische Emiraten ·
Omloop Het Nieuwsblad ·
Strade Bianche ·
Parijs-Nice · 
Tirreno-Adriatico · 
Milaan-San Remo ·
Ronde van Catalonië ·
Driedaagse Brugge-De Panne ·
E3 Saxo Bank Classic ·
Gent-Wevelgem ·
Dwars door Vlaanderen ·
Ronde van Vlaanderen ·
Ronde van het Baskenland ·
Amstel Gold Race ·
Waalse Pijl ·
Luik-Bastenaken-Luik ·
Ronde van Romandië ·
Ronde van Italië ·
Critérium du Dauphiné ·
Ronde van Zwitserland ·
Ronde van Frankrijk ·
Clásica San Sebastián ·
Ronde van Polen ·
Bretagne Classic ·
Benelux Tour ·
Ronde van Spanje ·
Eschborn-Frankfurt ·
Parijs-Roubaix ·
Ronde van Lombardije
Afgelaste wedstrijden: Tour Down Under · Great Ocean Road Race · EuroEyes Cyclassics · GP van Quebec · GP van Montreal · Ronde van Guangxi